# Bengt Michael Listov Saabye
Bengt Michael Listov Saabye   (Sokkelund Herred, 23 de setembre de 1886 - valor desconegut) fou un pedagog musical i compositor danès. Era fill del director d'orquestra Christian Eduard Listov-Saabye i de la seva dona Johanna Christina Ljungberg.
Va fer els estudis al Conservatori Matthison-Hansen de la seva ciutat natal. Es va distingir pels seus estudis en pedagogia musical, així com a compositor, figurant entre les seves obres més estimables les titulades Lyriske Stemninger; Thema pastoraler; 4 Klaverstykker for Begyndere, i la fantasia Nordisk forår, també per a piano. Va gaudir així mateix d'una merescuda reputació en el seu país com a erudit musicògraf.